# Modesto Méndez
Modesto Méndez Guerra (Flores, Petén, Capitanía General de Guatemala, 1801 - República de Guatemala, 1863 fue un militar y político guatemalteco que fungió como corregidor del Departamento de El Petén durante el gobierno conservador del general Rafael Carrera y Turcios entre 1846 y 1859 y quien es reconocido por sus grandes dotes políticas y por ser el explorador que descubrió las ruinas mayas de Tikal en 1848.

## Reseña biográfica
Su familia estaba formada por campesinos pobres, y él mismo se dedicó a esas tareas siendo niño. Inició sus estudios en la escuela primaria de Flores en donde fue muy dedicado; incluso, a pesar de las dificultades y la lejanía de El Petén, logró acumular varios volúmenes de autores selectos.  Gracias a su esmerada educación logró ascender en los puestos públicos de la región, sirviendo como secretario, regidor y alcalde.

### Corregidor de El Petén
En 1844, el cacique indígena del partido de San Antonio, Juan Quek, envió una amenaza al corregidor de El Petén, Ignacio Andrade, de que iba a llegar con sus hordas a incendiar y saquear el poblado de San Andrés. De hecho, no era la primera que los indígenas amezaban a la región, pues Yucatán se encontraba inmersa en la cruenta Guerra de Castas; es más, los indígenas incluso ya habían atacado San Andrés con anterioridad, en donde dieron muestras de salvajismo contra los criollos a quienes buscaban exterminar. Andrade solicitó consejo al vicario Tomás Salazar y al entonces alcalde primero, Modesto Méndez, quienes propusieron ir ellos dos solos en persona a conferenciar con los indígenas yucatecos.  Gracias a sus grandes habilidades de negociación Salazar y Méndez no solamente convencieron a los yucatecos de deponer las armas, sino que estos desistieron completamente de sus intenciones de atacar la región del lago de Petén Itzá.
Andrade informó al gobierno del general Rafael Carrera y Turcios y a la diócesis de Yucatán —a la que pertenecía El Petén— sobre estos hechos, y como resultado, Carrera ascendió a Méndez a coronel y lo puso en consideración para el cargo de corregidor, para suceder a Andrade; por su parte, el gobierno yucateco le regaló quinientos pesos, los que utilizó para educar a su hijo Mariano Delfín, a quien envió a educarse al seminario de Mérida.
En 1846 fue nombrado corregido del Petén, en sustitución de Andrade; ahora bien, durante la época del general Rafael Carrera, los corregidores tenían enorme poder en sus regiones; de hecho, esto era particularmente evidente en El Petén en el que Méndez era prácticamente un rey pues fungía no solo como corregidor, sino que además era el juez de paz y el hombre más sabio de la región. Méndez, más que nadie, era la imagen de Petén: una mezcla de virtud y cinismo, pretensiones absurdas y verdaderos hazañas heroicas en las junglas de la región: no solamente encontró ciudades perdidas, sino que negoció tratados de paz durante la Guerra de Castas.
La guerra entre liberales y conservadores lo afectó directamente: mientras que su hijo Mariano Delfín sirvió como cura secular en Petén durante muchos años, su hijo Félix abandonó el seminario para estudiar leyes, que entonces era el lenguaje de los liberales. Méndez, por su parte, siempre defendió los intereses de la religión católica, como conservador que era.

### Descubrimiento de ruinas mayas

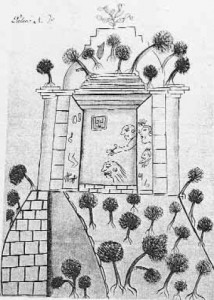
Templo de Tikal dibujado por Eusebio Lara en 1853.

En marzo de 1848, Méndez organizó una expedición en la selva, durante la cual descubrieron la ciudad maya de Tikal. El Corregidor iba acompañado de Antonio Matos y José María Garma, ambos regidores, al igual que de los señores Vicente Díaz y Bernabé Castellano y del maestro Eusebio Lara.  Lara fue el primero realizar dibujos de los templos y estelas, los cuales fueron adjuntados al informe oficial que el coronel Méndez envió al general Rafael Carrera y Turcios, informándole del descubrimiento de las ruinas de Tikal
En el último párrafo del informe que remitió al gobierno de Carrera escribió: «Yo debo de cumplir con mi deber, pues me sería sensible que otros curiosos extranjeros vengan a dar publicidad a todos los objetos que estoy viendo y palpando. Vengan en hora buena esos viajeros con mayores posibles y facultades intelectuales, hagan excavaciones al pie de las estatuas, rompan los palacios y saquen las curiosidades y tesoros que no podrán llevar jamás sin el debido permiso; pero nunca podrán nulificar ni eclipsar el lugar que me corresponde, al haber sido el primero en descubrir estas ruinas; sin gravar los fondos públicos les abrí camino, y tuve el honor de comunicar al supremo gobierno de la república, cuanto interesante y superior se encuentra en la capital de este imperio; sin miras de interés personal o particular, únicamente satisfecho y persuadido que mi persona y cortos bienes pertenecen a la patria, al gobierno y a mis hijos».
En 1852, nuevamente en una expedición, descubrió los sitios de Ixkún e Ixtutz. Sin embargo, los dibujos que corresponden a estos descubrimientos, publicados en 1854, sugieren que el autor podría ser otro artista, y no Eusebio Lara, pero esto no se ha comprobado.

### El vicario Barreiro y el sacerdote González
El padre Amado Belizario Barreiro fue el último vicario yucateco que estuvo a cargo de la región de El Petén.  Preocupado por la situación en Petén, Barreiro llegó procedente de Mérida en 1858 luego de dos meses de viaje. 
Desesperado por obtener aliados tras no lograr dominar al sacerdote secular Fernando González, inició un ataque contra Méndez, atacando su dominio absoluto en la región, su tendencia a meterse en donde no lo llamaban, y sus amoríos. Debido a su fama, Méndez no estaba exento de rumores maliciosos en su contra: muchos creían que había llegado a ser corregidor luego de traicionar a su antecesor, había quienes aseguraban que había fusilado a unos prisioneros sin haberlos juzgado,, otros decían que su hermano y su cuñado asesinaban con total impunidad e incluso se llegó a decir que una de sus amantes había pues a un recién nacido en un panal en donde murió del ataque de las abejas.
Pero lo que más preocupó a Barreiro fue la muerte del prelado Tomás Salazar, que se rumoreaba había sido envenenado por Méndez. Aunque Méndez sí embargó los bienes del difunto prelado, lo hizo con toda legalidad, pero Barreiro en su paranoia empezó a temer que hubiera un atentado en su contra.
Méndez fue sustituido como corregidor por José Vidaurre, quien detestaba a Barreiro, y aprovechó la corrupción de este último para iniciar una campaña anti-yucateca; en realidad, Vidaurre estaba interesado en destruir la industria ganadera petenera. Hasta entonces, el corregidor Méndez había impuesto prohibiciones periódicas de matanza y exportación de reses, para evitar que los rebaños disminuyeran; pero Vidaurre impuso una larga prohibición que afectó no solamente a los grandes propietarios como el propio Méndez, sino que a todos los ganaderos.  Pero esto, y la construcción de una carretera hacia Yucatán hicieron que los criollos peteneros, como Domingo Segura y Juan José Baldizón —antiguos incondicionales de Vidaurre— se rebelaran contra el corregidor, aduciendo que a ellos les correspondía haber sido corregidores.
El vicario Barreiro terminó sus días en prisión; en 1860, se reportó que estaba destruido, empobrecido y despojado de su autoridad eclesiástica en su celda. Si bien su sentencia fue de unos cuantos meses en prisión, de hacerse cargo de los gastos de la corte, una semana de ejercicios espirituales y seis meses de suspensión de sus atribuciones eclesiásticas, Barreiro sabía que el final de su carrera eclesiásticas, pues esta fue la sentencia más dura que hasta entonces había impuesto la iglesia yucateca.
Esta lucha local en Petén impactó profundamente la región, aún más que la Guerra de Castas en Yucatán o los problemas de la Guerra Nacional de Nicaragua.  De hecho, los peteneros en ese momento no sabían —y no les preocupaba saber— si eran yucatecos, mexicanos, guatemaltecos o parte del feudo privado de Modesto Méndez.

### Fallecimiento
Méndez murió en 1863, luego de que por orgullo, hubiese rechazado que se le otorgara su antiguo puesto de corregidor, y participando en intrigas locales hasta el final.

## Reconocimientos
En 1921, el doctor Francis Bloom, rector de la Universidad de Tulane, de Nueva Orleans, Luisiana, dijo de Méndez: «Parece que en su época, el coronel Modesto Méndez, tuvo un puesto de gran importancia, pues era hombre inteligente y sagaz que hizo mucho por el adelanto de su patria.  Por esto propongo que se abra un concurso para los estudiantes de historia patria guatemalteca, titulado: "La vida del insigne guatemalteco, coronel Modesto Méndez".  Nosotros, los arqueólogos, debemos reconocer nuestra deuda para el coronel Modesto Méndez.  El coronel Méndez, antes que ningún otro explorador, vio y describió las magníficas ruinas de Tikal y las interesantísimas ruinas de Ixkún, y como ciudadano leal y patriota reclamó estos monumentos para su patria Guatemala.»
Por el acuerdo gubernativo de 30 de octubre de 1958, se le dio el nombre de Modesto Méndez a Puerto Cadenas —puerto fluvial que se encuentra en la ribera izquierda del río Sarstún- y a la aldea de Cadenas del municipio de Livingston, Izabal.